# Geraldo Althoff
Geraldo Cesar Althoff ComMM (Tubarão, 16 de junho de 1947) é um médico e político brasileiro.
Filho de Nélson Arnold Althoff e Sandra Kehring Althoff. Casou com Fátima Maria de Castro Althoff, com quem teve três filhos. Seu sobrinho, Rodrigo Althoff Medeiros, foi vice-prefeito de Tubarão.
Graduado em medicina pela Universidade Federal do Rio Grande do Sul.
Filiou-se ao Partido da Frente Liberal (PFL) em 1987. Foi eleito no ano seguinte vereador de Tubarão, cargo que exerceu até 1992. Em 1994 foi eleito primeiro suplente ao senado na chapa encabeçada por Vilson Kleinübing, eleito e empossado em fevereiro de 1995. Tendo Kleinübing morrido em 23 de outubro de 1998, Geraldo Althoff assumiu a vaga de senador, permanecendo no cargo até o final da legislatura em janeiro de 2003.
Em 2001, Althoff foi admitido pelo presidente Fernando Henrique Cardoso à Ordem do Mérito Militar no grau de Comendador especial.
Foi eleito para o senado na eleição de 2018, como 1º suplente de Esperidião Amin.